# Panzer Kanone 68
Il Panzer Kanone 68 (PzKan 68) era un semovente d’artiglieria svizzero sviluppato durante gli anni settanta del XX secolo e rimasto allo stadio di prototipo.

## Storia
Nel 1956 l’esercito svizzero prese in esame di dotarsi di un moderno semovente d'artiglieria armato con un pezzo da 155 mm, da prodursi localmente.
Dopo aver sviluppato il carro armato Panzer 61, sulla base del successivo Panzer 68 l’industria Eidgenössischen Konstruktionswerkstätte K+W Thun, in collaborazione con il Gruppe für Rüstungsdienste (GRD), sviluppò un semovente d’artiglieria armato con un cannone derivato dal pezzo 155 cm Kanone 42 in dotazione alle fortezze. Lo sviluppo del mezzo iniziò nel 1966 sulla base del carro Panzer 61, e fu portato a termine nel 1971 con la costruzione di due prototipi su chassis Panzer 68.
I test operativi iniziarono nel 1972 e furono coronati da successo, terminando poi nel 1975 dopo la costruzione di ulteriori due esemplari. In quel periodo il governo svizzero decise di acquistare il più economico semovente d’artiglieria M-109A1 di produzione americana, allora in fase di acquisizione da parte di numerosi paesi della NATO e lo sviluppo del Panzer Kanone 68 fu abbandonato.
Attualmente ne sono conservati due prototipi, uno presso il Panzermuseum di Thun e uno, completamente restaurato, presso lo Schweizerisches Militärmuseum Full di Full-Reuenthal

### Tecnica

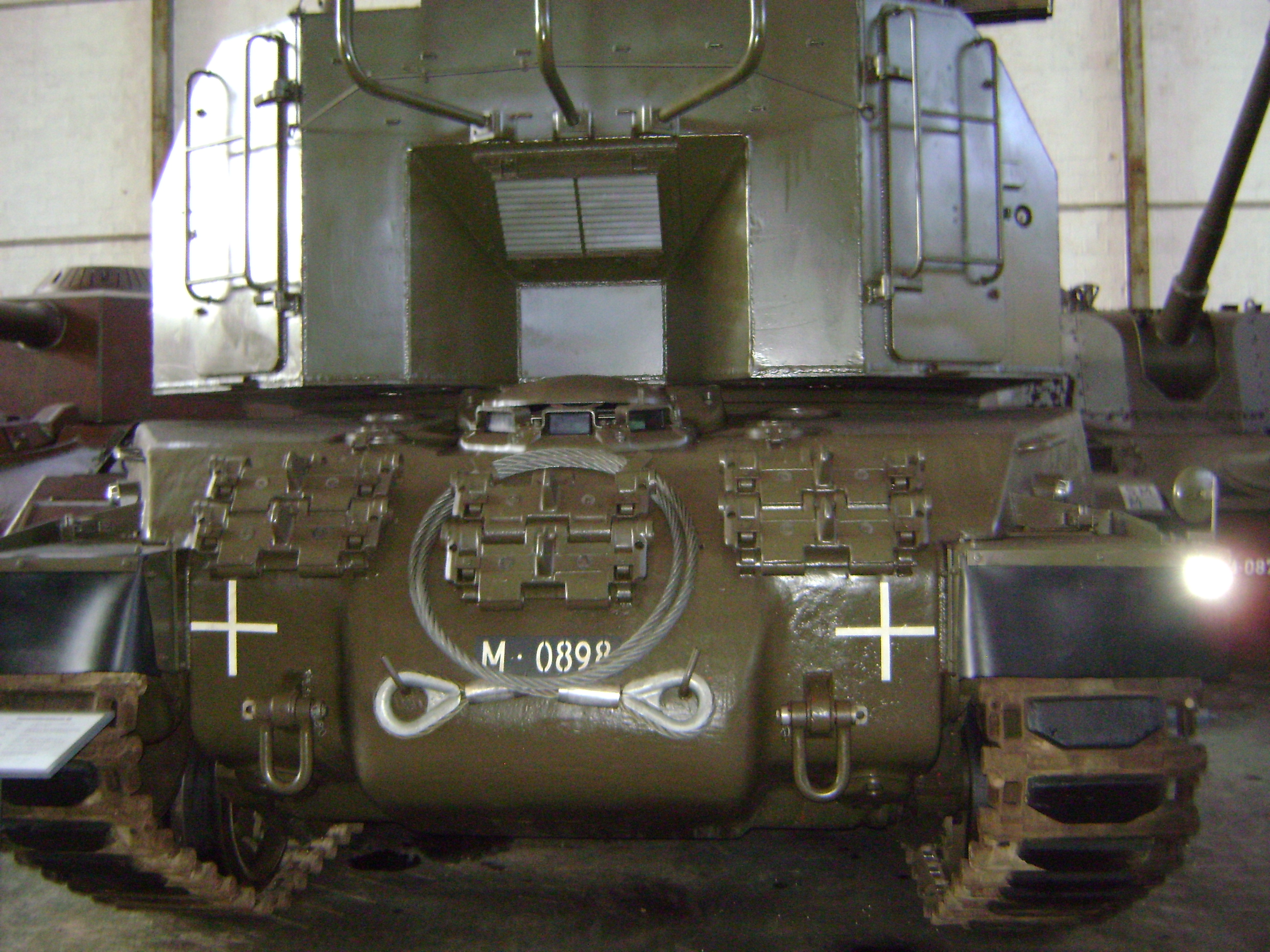
Vista posteriore del semovente d'artiglieria da 155 mm Panzerkanone 68

Il semovente d’artiglieria Panzer Kanone 68 utilizzava lo chassis del carro da combattimento Panzer 68.
Il motore diesel MTU MB 837 a 8 cilindri a V di 90°, raffreddato ad acqua, erogava la potenza di 660 CV (485,4 kW) a 2.200 giri/min. Le sospensioni erano a barre di torsione, mentre la trasmissione idraulica aveva un cambio automatico a 6 marce avanti e due indietro. Per la movimentazione della torretta con veicolo fermo era disponibile un motore diesel Mercedes-Benz OM 636 e 4 cilindri, erogante una potenza di 38 hp
Il mezzo era armato con un cannone da 155 mm K+W Thun Kanone L46 a caricamento automatico, che raggiungeva una gittata di 30 km. e consentiva un rateo di tiro di 6 colpi al minuto. Il munizionamento disponibile era pari a 34 colpi, e 40 cariche di lancio da 155 mm, e 3.000 da 7,5 mm. L’armamento secondario si basa su una mitragliatrice W+F Bern MG 51 cal. 7,5 mm posizionata sul tetto della casamatta insieme a sei lanciagranate W+F Bern Nebelwerfer 1951 azionati elettricamente.

### Periodici
- Il Panzerkanone svizzero PzKan 68, in Eserciti nella Storia, n. 72, Parma, Delta Editrice, gennaio-febbraio 2013,  p. 21, ISSN 1591-3031 (WC · ACNP).